# Caminesi
Els Caminesi o Da Camino foren una família italiana que va governar principalment a Ceneda, Treviso, Feltre i Belluno.
L'ancestre fou Guiticillo, un llombard que va construir el castell de la Vall de Montaner cap al 958. El seu fill Guiu de Montanara, fou senyor del castell de la Vall de Montaner el 1014; i el seu fill Guidono de Montanara el va seguir.
Albert el Croat, fill de Guidono, va fundar el 1089, junt amb son germà Guecellone I, el castell de Camino, que havia rebut en feu del comte de Porcia. Guecellone I de Montanara era senyor de Serravalle, Valmareno, Roganzuolo, Fregona, Credazzo, la Motta i Cessalto i va morir el 1116. El seu fill Gabriel i el seu net Bartomeu I continuaren la línia de senyors de Camino
- Albert el Croat 1089-?
- Guecellone I de Montanara (fill) 1089-1116
- Gabriel I Regolo (fill) 1116-1164
- Bartomeu I (fill) senyor de Camino 1164-?
- Guecellone II (germà) senyor de Camino i castellà de Soligo c. 1180-1190
- Gabriel II (fill) c. 1183-1186

Un altre germà de Bartomeu I, Gironci, fou castellà de Soligo i va inaugurar la línia dels castellans de Soligo
- Gironci (germà) després del 1190, castellà de Soligo.
- Guecellone II (germà)
- Conrat (fill de Gironci) castellà di Soligo.
- Biaquino II (fill), castellà di Soligo.
- Guecellone V (germà), castellà di Soligo c. 1195
- Rizzardo I (germà de Guecellone V), castellà de Soligo.
- Serlanone (fill de Guecellone IV), castellà di Soligo. Últim castellà doncs va passar a uns cosins que el van vendre i el van recomprar el 1212

Un altre germà de Bartomeu, Guecellone II di Camino fou comte de Collefosco i de Ceneda, castellà de Soligo, Zumelle i Serravalle, senyor de Treviso, Feltre i Belluno del 1183 al 1185 i del 1186 al 1188. El seu fill Gabriel II fou senyor de Camino.
- Guecellone III (fill de Gabriel II) 1188-1245, fou comte de Ceneda di Sopra (amb els castells de Zumelle, Soligo, Valdimareno, Serravalle, Forminica, Regenzuolo, Fregana, Corginano i Cavalano)
- Biaquino II "il Crociato" (germà de Guecellone III) 1188-1227, fou Comte de Ceneda di Sotto (castells de Camino, Credazzo, Castelnuovo, la Motta di Livenza, Cessalto i Oderzo), senyor de Treviso, Feltre e Belluno junt amb son germà 1188-1191, podesta de Belluno el 1218.
- Tolbert (Albert) II (germà de Biaquino II) fou comte de Ceneda i de Collefosco i va morir el 1194.
- Gabriel III (germà d'Albert II) fou comte de Zumelle (del que va vendre la meitat el 1188), castellà d'Oderzo el 1190, i podesta de Parma el 1217.

Guecellone III va deixar sis fills, i entre ells:
- Biaquino III comte de Ceneda di Sopra; Capità General i senyor de Treviso, Belluno i Feltre del 15-10-1283 al 1294. Va rebre el castell de Cavallano el 1289
- Gerard II comte indivís de Ceneda di Sopra; ermità, Canònic de Ceneda
- Rizzardo II, comte indivís de Ceneda di Sopra.

Biaquino el Crociato va deixar dos fills (i una filla): 
- Guecellone V, comte de Ceneda di Sotto, Podesta de Treviso 1240-241, investit pel Papa amb Oderzo i Fregna amb Ceneda; parteix els dominis amb son germà Tolbert II ni es va quedar amb Camino, Castelnuovo, Credazzo, Orderzo, Motta i Cessalto.
- Tolbert II (germà) 1218-1260 comte de Ceneda di Sotto.

Biaquino III va deixar dotze fills, entre ells:
- Tisó comte de Feltre i Belluno 1247-1256
- Gerard III 1294-1307 comte de Ceneda di Sopra, Capità General i senyor de Treviso, Belluno i Feltre 1266-1307 (senyor perpetu des del 1283).
- Serravalle (germà bastard de Tisó i Gerard, bastard) Vicari general de Treviso 1304-1314

Tolbert II va deixar dos fills (el primer va tenir un sol fill):
- Biaquino V (1260-1274), Comte de Ceneda di Sotto i senyor de Camino i Credazzo
- Lancellotto (fill de Biaquino V) 1274-1320, comte de Ceneda di Sotto i senyor de Camino, Credazzo, Castelnuovo, la Motta di Livenza, Cessalto, Oderzo i Portobuffoletto.
- Guecellone VI (germà de Biaquino V) 1260-1272 Comte de Ceneda di Sotto i senyor de Credazzo, Camino, la Motta di Livenza, Oderzo i Cessalto.

Guecellone V va deixar cinc fills, entre ells:
- Biaquino IV comte de Ceneda di Sotto 1242-1257
- Rizzardo III comte de Ceneda di Sotto 1242-1259

Gerard III va deixar 10 fills, i entre ells:
- Rizzardo IV 1307-1312, comte de Ceneda di Sopra, capità General i senyor de Treviso, Belluno i Feltre, vicari Imperial 1311-1312.
- Guecellone VII 1312-1324, comte de Ceneda di Sopra, Capità General i senyor de Treviso, Belluno i Feltre del 12-4-1312 al 6-12-1312, en què fou deposat
- Gabriel IV 1324-1333, comte de Ceneda di Sopra (frare dominic)

Guecellone VII va deixar cinc fills i entre ells
- Gerard IV que va morir jove, comte nominal de Ceneda di Sopra.
- Rizzardo VI, comte de Ceneda di Sopra 1324-1335. Al morir Ceneda va passar a l'església

Guecellone VI va deixar tres fills:
- Tolbert III, comte de Ceneda di Sotto i senyor de Camino, Credazzo, Castelnuovo, la Motta di Livenza, Cessalto e Oderzo 1306-1317, podesta de Treviso 1298, podesta de Belluno 1306. Cedeix Castelnouovo el 1307 a canvi de Portobuffoletto, Corbanesio i Turso.
- Biaquino VI (fill) 1317-1336, comte de Ceneda di Sotto y senyor de Camino, Credazzo, La Motta di Livenza, Cessalto, Oderzo, Portobuffoletto, Corbanesio e Turso
- Gabriel V (va morir jove), Comte de Ceneda di Sotto.

Tolbert III va deixar un fill mascle assassinat el 1336:
- Biaquino VII (germà) 1317-1336 Comte di Ceneda di Sotto, Capità de Conegliano el 1315.

Biaquino VI va deixar un fill i aquest va deixar dos fills: 
- Guecellone VIII c. 1318, Comte de Ceneda di Sotto,
- Gerard VI (fill) 1318-1335 (senyor 1335-1349), Comte de Ceneda di Sotto, senyor de Camino, Credazzo, la Motta di Livenza, Cessalto, Oderzo, Portobuffoletto, Corbanesio i Turso; el 1340 es va dividir amb son germà el dominis i va rebre Camino, Portobuffoletto e Cordignano.
- Rizzardo VII (germà) 1318-1354, Comte di Ceneda di Sotto, senyor de Serravalle, Valmareno, Formeniga, Roganzuolo, Fregona, Cavolano, Cordignano i Solighetto el 1337; el 1340 es repartí els dominis amb son germà i va rebre Motta, Cessalto, Fregona i Costa di Valmareno.

Gerard VI va deixar dos fills mascles: 
- Giovanni 1349- 1374 (eclesiàstic) comte nominal
- Guecellone IX (germà 1349- 1390 comte de Ceneda di Sotto, senyor de Camino, Oderzo, Motta di Livenza, Cessalto, Oderzo, Portobuffoletto, Corbanesio i Tursa

Guecellone IX va deixar dos fills mascles:
- Carlo 1390-1411 (+ 1422), comte de Ceneda di Sotto, senyor de Camino, Oderzo, Motta di Livenza, Cessalto, Oderzo, Portobuffoletto, Corbanesio i Turso (confiscats per Venècia el 1411)
- Gerard VIII (germà) 1390-1414 o 1415), Comte de Ceneda di Sotto i annexes, tot confiscat per Venècia el 1411.

Rizzardo VII va deixar dos fills mascles:
- Biaquino VIII (va morir jove), Conte di Ceneda di Sotto,
- Tolbert IV 1354-1360, Comte de Ceneda di Sotto

Tolbert IV va deixar tres fills:
- Gerard VII c. 1350-1391 Conte di Ceneda di Sotto, per una traïció a Venècia se li van confiscar Solighetto, Cessalto i Valmareno i més tard es va confiscar el comtat.
- Rizzardo X 1360-1383, Comte di Ceneda di Sotto
- Biaquino 1360-?, Comte de Ceneda di Sotto